# روبر ساسون
روبر ساسون (فرانسوی: Robert Sassone‎; ۲۳ نوامبر ۱۹۷۸ – ۲۱ ژانویهٔ ۲۰۱۶) دوچرخه‌سوار اهل فرانسه بود.